# Vicam
Vicam är en ort i Mexiko.   Den ligger i kommunen Guaymas och delstaten Sonora, i den nordvästra delen av landet, 1 500 km nordväst om huvudstaden Mexico City. Vicam ligger 13 meter över havet och antalet invånare är 8 837.
Terrängen runt Vicam är platt åt sydväst, men åt nordost är den kuperad. Runt Vicam är det glesbefolkat, med 12 invånare per kvadratkilometer. Vicam är det största samhället i trakten. Trakten runt Vicam består till största delen av jordbruksmark.